# Иоселиани, Елена Константиновна
Лили Иоселиани (25 марта 1922, Тифлис — 14 мая 2014) — советский грузинский театральный режиссёр, одна из первых женщин-режиссёров в истории грузинского театра, актриса и педагог. Ученица Георгия Товстоногова, профессор Тбилисского театрального института, заслуженная деятельница искусств Грузинской ССР.

## Ранние годы
Лили Иоселиани родилась в семье инженера-железнодородника Константина Иоселиани и филолога Александры Жгенти. В семье было несколько детей, но до совершеннолетия дожили только Лили и её младший брат Джаба, впоследствии ставший политическим и криминальным деятелем. Семья проживала в Тифлисе в довольно скромных условиях.
Лили закончила школу в 1939 году и несмотря на противодействие отца в 1941 году стала студенткой Тбилисского театрального института, где её педагогом был Георгий Товстоногов. Диплом режиссёра она получила в 1945 году.

## Театральная и преподавательская деятельность
В 1946–1949 актриса и режиссёр Тбилисского театра юного зрителя. С 1949 режиссёр-постановщик Театра имени Котэ Марджанишвили, одного из крупнейших театров Грузии. Также работала художественным руководителем Горийского театра имени Георгия Эристави, главным режиссёром Театра санкультуры и режиссёром Академического театра имени Шота Руставели. С 1945 года преподавала в Тбилисском театральном институте, стала профессором, подготовила много известных грузинских актёров и режиссёров. В 1980-х годах снялась в ряде фильмов, наиболее известная роль — Бернарда Альба в одноимённой постановке. Была известна требовательностью к ученикам, преданностью профессии, личным бескорыстием и педагогическим талантом.

## Личная жизнь
Лили Иоселиани не была замужем, после ранней смерти матери всю жизнь посвятила семье, опекая отца и брата Джабу. В том числе во многом благодаря её усилиям удалось собрать подписи грузинской культурной элиты и добиться досрочного освобождения Джабы Иоселиани, отбывавшего срок за убийство. 
Елена Константиновна Иоселиани скончалась в Тбилиси в 2014 году и была похоронена в Дидубийском пантеоне писателей и общественных деятелей Грузии рядом с братом.